# Memor
Memor († um 262) war ein römisch-maurischer Rebell, der 262 einen Aufstand gegen Kaiser Gallienus geplant haben soll.

## Leben
Memor stammte aus Nordafrika und war verantwortlich für die Versorgung Roms mit Getreide aus Ägypten. Memors Geschick war eng verstrickt mit den politischen Geschehnissen im Osten des Reiches, nachdem Valerian 260 von den Persern gefangen genommen wurde. Valerians Sohn Gallienus, der sich in der Hauptstadt befand, übernahm daraufhin die Macht. Die im Osten stationierten Truppen meinten jedoch, mit den Macriani (Macrianus Maior, Macrianus Minor und Quietus) ihren eigenen Kaiser zu bestimmen. Diese scheiterten jedoch bei ihrem Marsch gen Rom und wurden getötet.
Nur kurz darauf schickte Gallienus Truppen in den Osten, die die immer noch vorhandenen ehemaligen Unterstützer der Macriani (darunter Memor) sowie andere Usurpatoren auslöschen sollten. Ein Heer unter dem Kommando eines Aurelius Theodotus nahm zunächst den Statthalter von Ägypten, Mussius Aemilianus, gefangen und exekutierte ihn. 
Anschließend wandte sich Theodotus Memor zu, der einen Aufstand plante, jedoch 262 von Soldaten des Theodotus hingerichtet wurde. Für dieses Vorgehen musste sich Theodotus vor Gallienus verantworten, der ihn aber schließlich für sein entschlossenes Eingreifen lobte.
Aufgrund der zuverlässigeren Angaben bei Petros Patrikios ist anzunehmen, dass Memor seine Revolte nie in die Tat umsetzen konnte und auch nicht zum Gegenkaiser ausgerufen wurde.